# Evancic Perrault Robertson
Pour les articles homonymes, voir EPR.

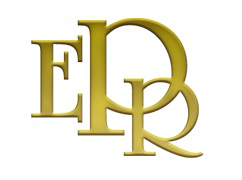
Logo de EPR (Evancic Perrault Robertson).

Le groupe EPR Canada (Evancic Perrault Robertson) depuis les années 1980, fait partie des vingt plus grandes firmes comptables canadiennes.  Son expansion et l'augmentation de ses revenus lui ont permis de se classer au 9e rang à l'échelle nationale. D'autre part, au travers de ses affiliations, la société s'est étendue dans 37 pays.

## Historique
En 1981, un groupe de comptables professionnels agréés de l’Ouest Canadien a formé une alliance qui a donné lieu, au fil des ans, au Groupe EPR Canada. Depuis ses débuts dans l’Ouest canadien, EPR (anciennement connu sous le nom d’Evancic Perrault Robertson) prend de l’expansion à travers le pays. Elle possède 42 bureaux et plus de 61 associés travaillent dans différentes sphères d'activités, aussi bien en fiscalité, expertise comptable, gestion et administration. 

## Faits et chiffres
EPR est devenue la 7e firme comptable au Canada selon le classement Bottom line 2012. En 2012, la société atteint un revenu annuel de 41 227 000 $. 
La firme emploie environ 244 professionnels, pour la plupart des CGA (comptables généraux accrédités), des CA (comptables agréés) et des CPA (Comptables Professionnels Agréés).
Sa crédibilité grandissante lui permet d'obtenir des contrats de grandes importances:
- en 1998 et 1999, la firme est chargée d'auditer les états financiers du gouvernement de la Saskatchewan[5] ;
- en 2004, la firme effectue la vérification des états financiers de l'Ordre des CGA-Canada (Comptables Généraux Accrédités)[6] ;
- en 2008, 2009 et 2010, elle vérifie les états financiers de l'Ordre des CGA du Québec[7].

## International
La société offre des services comptables à travers le Canada et depuis 2010 elle offre ses services au niveau international grâce à ses affiliations avec l'association CPA-USA (basée aux États-Unis) et IEC (un réseau international de cabinets comptables, vérificateurs et fiscalistes, basée en Belgique). 

## Activités
- Expertise comptable
- Planification fiscale et financière
- Implantation de système d'information et de contrôle interne
- Préparation d'impôts de corporation
- Préparation d'états financiers
- Tenue de livres
- Réorganisation corporative
- Comptabilité du coût de revient